# 拉达梅尔·法尔考
拉达梅尔·法尔考·加西亚·萨拉特（西班牙語：Radamel Falcao García Zárate，1986年2月10日—），一般被简称作法尔考，哥伦比亚足球运动员，司职前锋，哥倫比亞國家足球隊成員。他保有許多和歐霸聯賽相關的紀錄：單屆最高進球數（17球，10/11球季，波爾圖）、首位連續兩屆賽事神射手、首位連續兩年隨不同隊伍奪冠、首位連續兩年決賽最有價值球員（10/11及11/12球季）、並列歐洲超級杯史上最多進球（3球）、以及歐洲超級杯賽史目前唯一一個完成帽子戲法的球員。
在2014年膝部重創之前，法爾考是世界頂級射手之一，可是自他傷癒後，卻未能重新登上昔日高峰，傷癒後他在曼聯效力期間的表現令人大失所望。受傷前他的85場比賽中入61球平均3場比賽入超過2球，受傷後他在曼聯的29場比賽中只入了6球平均上場5場才進1球，退步離譜，一場平均入球率也從0.72跌到0.21。後來切爾西不顧外界質疑租用法爾考，希望他可以重振雄風，但是不論在切爾西或是國家隊狀態皆低迷無比，當時國家隊與頂級球會目光皆已遠離法爾考。
全盛時期的法爾考擁有出色的射術與嗅覺，身高雖矮但是卻有超強的頭球能力，是無庸置疑的頂級神鋒，但是以上特點都隨著傷病與英超水土不服一度成為回憶。在法甲摩納哥狀態回勇，雖離全盛期有段距離，但已成為會令敵對頭痛的優秀前鋒。
他的名字來自於80年代前期的巴西傳奇球星法爾考，這個名字是由他同樣身為足球員的父親取的。

## 俱乐部生涯

### 波尔图
2009年7月19日葡萄牙巨人波尔图宣布以393万欧元的价格购入这位前河床前锋，效力两个赛季后他在51场联赛中射入41球，引起许多大球会的注意。在2011年5月18日的欧罗巴联赛决赛中他攻进全场的唯一进球，击败同是来自葡萄牙的布拉加。

### 馬德里競技

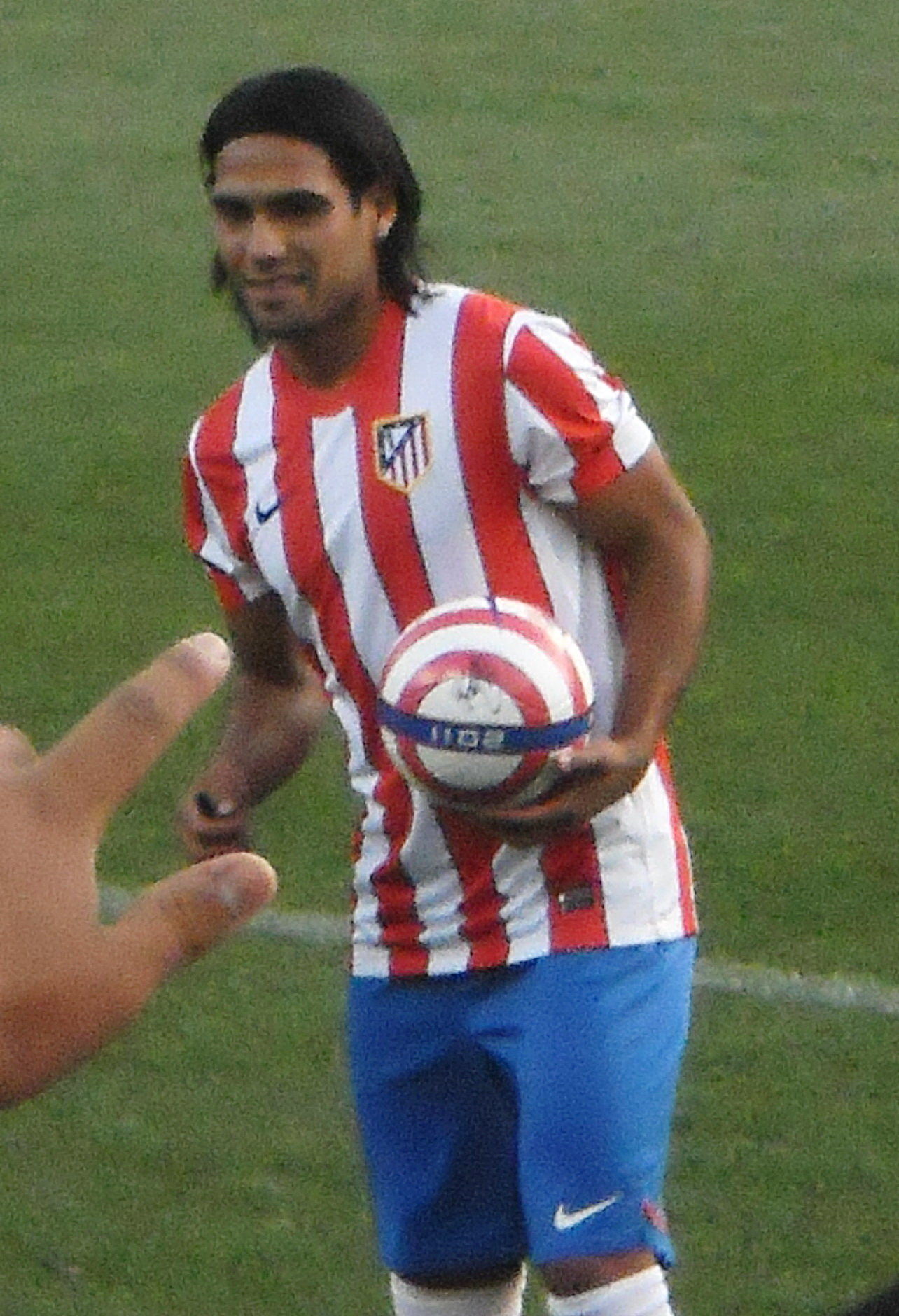
馬體會效力時的法卡奧

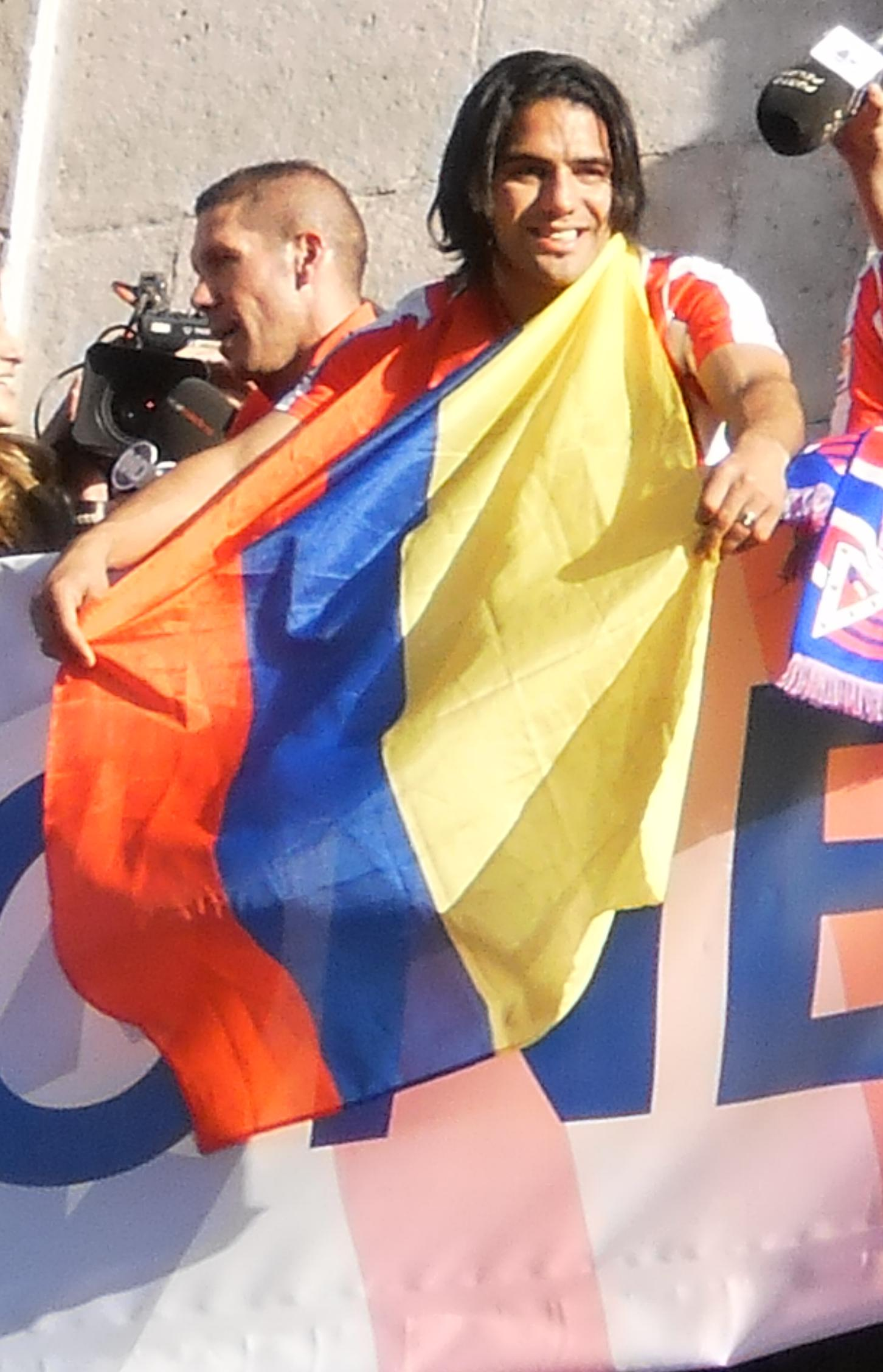
法爾考在慶祝馬體會奪得2012年歐洲聯賽冠軍的勝利巡遊，他在比賽中梅開二度

2011年8月18日，波爾圖宣布，他們已經同意與馬德里競技的法爾考的轉會費。轉會費是4千萬歐元，使得它成為俱樂部的歷史上最昂貴的球員。不仅仅在西甲联赛中打入24球，在欧罗巴联赛中蝉联了头号射手，并且在2012年5月9日的决赛中打入2球帮助马德里竞技3-0击败同国的球会毕尔巴鄂竞技。與此同時法爾考成為首名連續兩屆歐霸盃足球聯賽(舊稱：歐洲足協盃)神射手。
2012/2013赛季前的歐洲超級盃，法尔考個人連中三元，以4-1大勝歐冠盃盟主車路士。而這季他的状态比首个西甲赛季更加火热，联赛中帮助球队竞争榜首位置。2012年12月9日西甲联赛对阵拉科鲁尼亚的比赛里法尔考个人单场打入5球，成为俱乐部历史上第一次完成这一记录的球员。
2011/12賽季法爾考以24個進球入當賽季射手榜第3名，僅低於入50球的梅西和46球的基斯坦奴·朗拿度。
2012/13賽季法爾考以28個進球入當賽季射手榜第3名，僅低於入46球的梅西和34球的基斯坦奴·朗拿度。

### 摩納哥
2013年夏季，法尔考加盟摩納哥，合约为期5年，税后年薪大约为1千4百万欧元。转会金额没有公布，估计在6000万欧元左右。

### 曼联
2014年9月1日，在英超夏季转会窗关闭的最后一天，曼联宣布法卡奧以租借一年的方式加盟，並根據表現考慮買斷。根据英国Telegraph报的消息,法爾考的周薪是28万5千欧元。但是受傷後一直未能恢復當年最佳狀態而飽受批評，被認為是曼聯最失敗的水貨交易。
2015年5月25日，曼聯決定不買斷29歲前鋒法爾考。

### 切爾西
2015年7月3日，切爾西官方宣佈法爾考以租借一年的方式加盟，英媒估計外借費用大約為400萬鎊。
法爾考轉到切爾西後表現一樣充滿災難。

### 摩納哥
2016-17賽季，法爾考黯然重返摩納哥，表現有回勇現象，比起過往英超時期災難般的表現好上許多，該季他為球隊上陣43場和攻入30球，状态神勇，協助摩納哥在法甲奪冠。
2017/18賽季，法爾考現時為摩納哥上陣11場，攻入12球。

## 国家队生涯

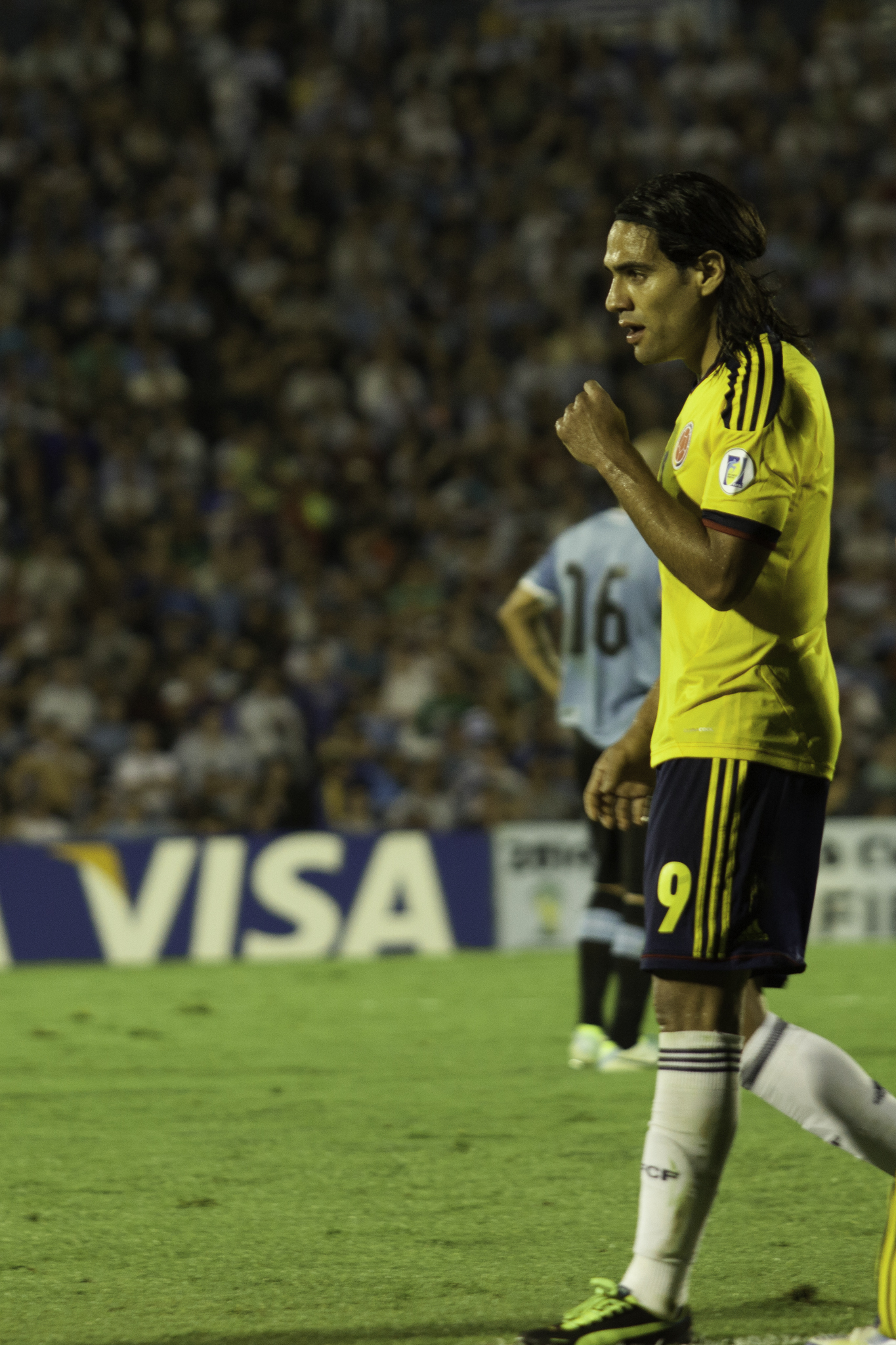
法卡奧在哥倫比亞國家隊

在2014年世界盃外圍賽他以作為哥倫比亞國家足球隊的隊長＋主力前鋒出戰外圍賽，他出色的表現帶領哥倫比亞進入世界盃，讓哥倫比亞睽違16年後再度進入世界盃，可惜在2014年1月他腳部受重傷未能參加6月的巴西世界杯。當時他可說是哥倫比亞最強的進攻火力。
後來隨著他一直未能重拾最佳狀態讓他在國家隊的主力位置曾經被23歲的年輕小將哈梅斯·罗德里格斯取代。
2016/17賽季起，法卡奧的狀態回勇，令他能入選國家隊。
2018年世界盃，他以隊長身分首次參加世界盃，然而這次大賽中卻是羅德里奎茲受了傷，他和夸德拉多個人表現皆尚可但沒有突出發揮，未能發揮預期的進攻水準，雖然能在相對較輕鬆的H組中以第一名出線，但隨即在十六強賽PK中輸給英格蘭。

## 荣誉

### 球會
河床
- 阿根廷足球甲级联赛冠軍 (1): 2007/08年度秋季聯賽

波圖
- 葡萄牙足球超级联赛冠軍 (1): 2010/11年
- 葡萄牙盃冠軍 (2): 2009/10年、2010/11年
- 葡萄牙超級盃冠軍 (2): 2010年、2011年
- 歐霸盃足球聯賽冠軍 (1): 2010/11年

馬德里體育會
- 西班牙盃冠軍 (1)﹕ 2012/13年
- 歐霸盃足球聯賽冠軍 (1): 2011/12年
- 歐洲超級盃(1): 2012年

摩納哥
- 法国足球甲级联赛冠军(1) : 2016/17年

### 國家隊
哥倫比亞U20
- 南美洲青年足球錦標賽冠军(1) : 2005[3]

### 個人
- 歐霸盃足球聯賽神射手 (2): 2010/11年(17球)、2011/12年(12球)